# Trusetal
Trusetal é uma localidade e antigo município da Alemanha localizado no distrito de Schmalkalden-Meiningen, estado da Turíngia. Desde 1 de dezembro de 2011, forma parte do município de Brotterode-Trusetal.

## Demografia
Evolução da população (31 de dezembro):
| - 1994: 4541 - 1995: 4518 - 1996: 4505 - 1997: 4465 - 1998: 4471 | - 1999: 4481 - 2000: 4452 - 2001: 4342 - 2002: 4275 - 2003: 4242 | - 2004: 4168 - 2005: 4129 - 2006: 4083 - 2007: 3996 |

Fonte: Thüringer Landesamt für Statistik